# Anathallis brevipes
Anathallis brevipes es una especie de orquídea epífita originaria de Sudamérica, en Brasil se encuentra en el Cerrado y la Mata Atlántica.

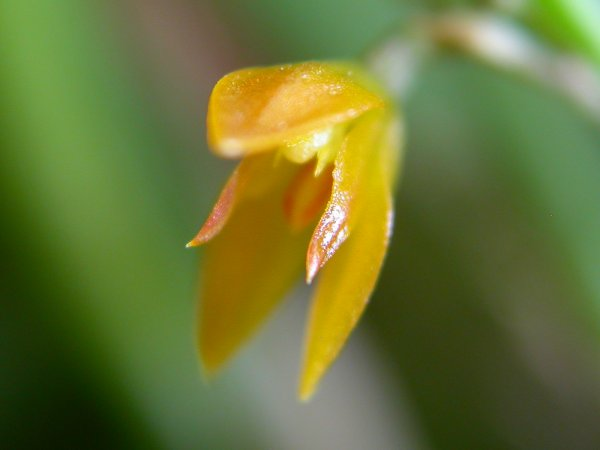
Detalle de la flor

## Descripción
Es una orquídea de pequeño tamaño, con hábito de epífita. Tiene ramicaules ascendentes a horizontales, ramicaules delgados que llevan una sola hoja, apical, estrechamente elíptica, obtusa a redondeada, de color verde con manchas púrpura, cuneada a continuación del peciolo de la base. Florece en el otoño en una inflorescencia suberecta de 3,5 cm con hasta 15 flores que abren sucesivamente, la inflorescencia es racemosa y surge en la parte de atrás de la hoja.

## Distribución y hábitat
Se encuentra en Venezuela, Brasil, Surinam, Ecuador y Bolivia en los bosques húmedos en elevaciones de 100 a 900 metros. 

## Taxonomía
Anathallis brevipes fue descrito por (H.Focke) Pridgeon & M.W.Chase y publicado en Lindleyana 16(4): 247–248. 2001.
Sinonimia
- Anathallis modesta (Barb.Rodr.) Pridgeon & M.W.Chase
- Humboltia brevipes (H.Focke) Kuntze
- Lepanthes modesta Barb.Rodr.
- Panmorphia brevipes (H.Focke) Luer
- Pleurothallis brevipes H.Focke
- Pleurothallis modesta (Barb.Rodr.) Cogn.
- Specklinia bradei (H.Focke) Luer
- Specklinia brevipes (H. Focke) Luer
- Specklinia modesta (Barb.Rodr.) Luer[2][4][5]